# Euglossa cybelia
Euglossa cybelia är en biart som beskrevs av Jesus Santiago Moure 1968. Euglossa cybelia ingår i släktet Euglossa, tribus orkidébin, och familjen långtungebin. Inga underarter finns listade.

## Bildgalleri

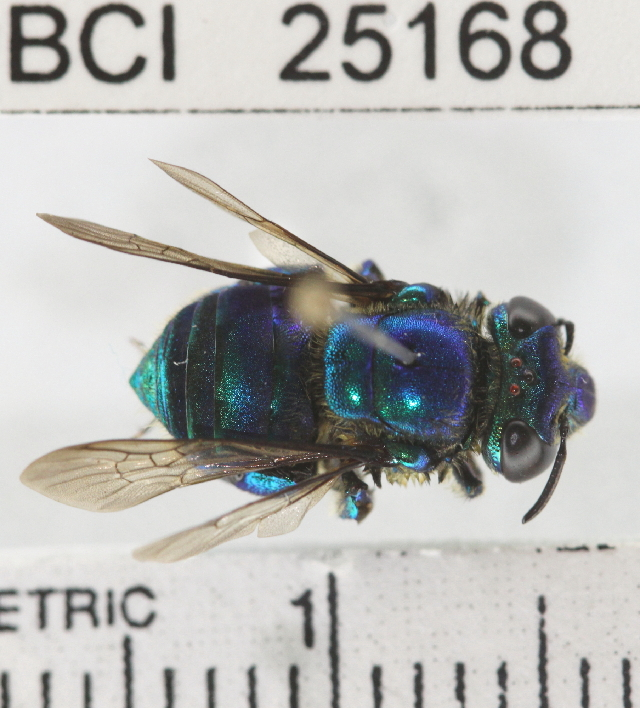